# ادوآرد کنوبلاوخ
 ادوآرد کنوبلاوخ (انگلیسی: Eduard Knoblauch؛ ۲۵ سپتامبر ۱۸۰۱ – ۲۹ مهٔ ۱۸۶۵) یک معمار اهل آلمان بود.